# District d'Ankazobe
Ankazobe est un district de Madagascar, situé dans la partie nord de la province d'Antananarivo, dans la région d'Analamanga.

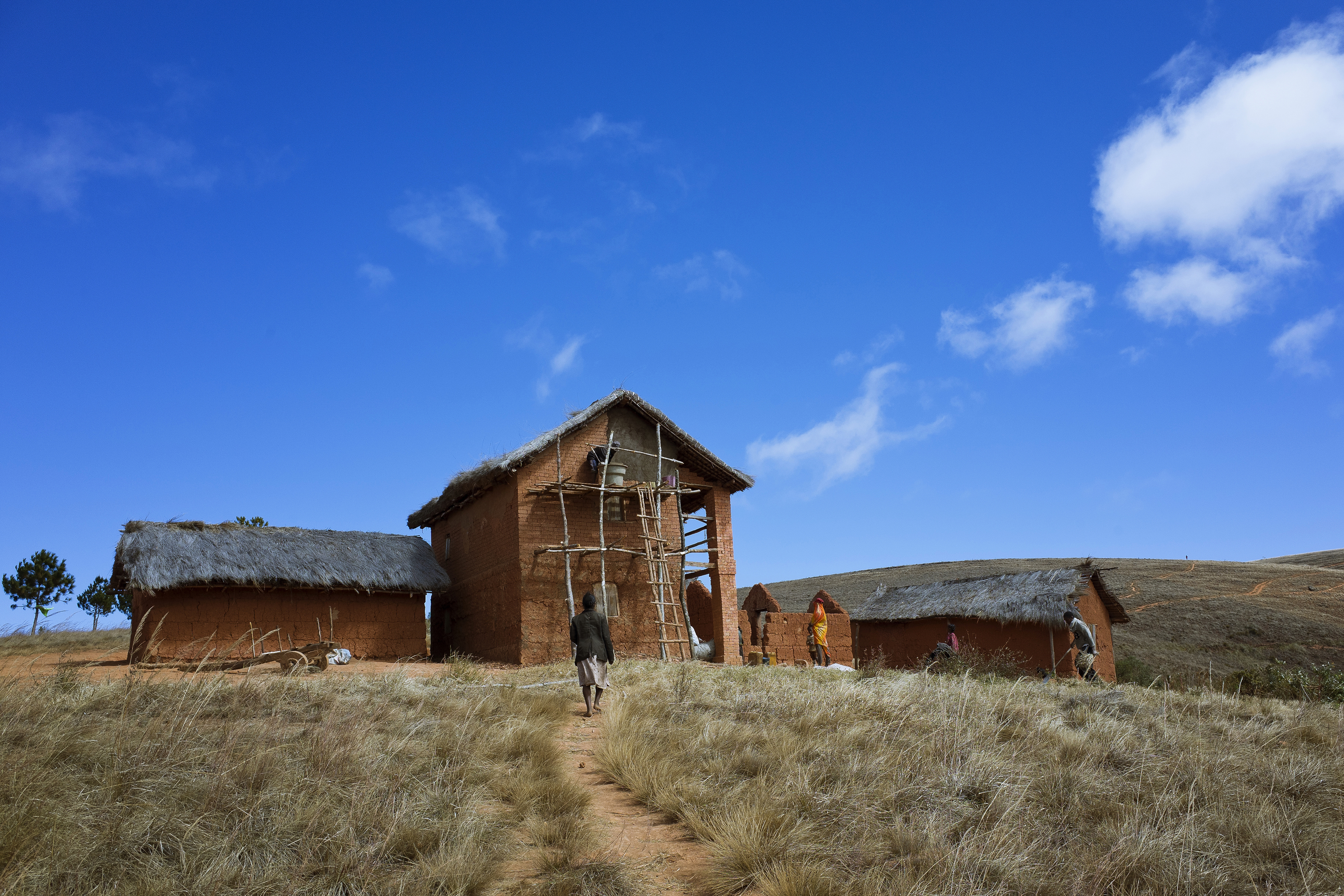
Village sur le plateau de Tampoketsa.

Le district est constitué de douze communes (Kaominina) rurales et urbaines sur une superficie de 7 458 km2 pour une population de 143 592 habitants.